# Serrat de Comarrol
La Serrat de Comarrol és una serra situada al municipi de la Vall de Bianya a la comarca de la Garrotxa, amb una elevació màxima de 901 metres.